# Anatrichus pygmaeus
Anatrichus pygmaeus är en tvåvingeart som beskrevs av Lamb 1918. Anatrichus pygmaeus ingår i släktet Anatrichus och familjen fritflugor. Inga underarter finns listade i Catalogue of Life.